# Municipio de McMurtrey
El municipio de McMurtrey (en inglés: McMurtrey Township) es un municipio ubicado en el condado de Douglas en el estado estadounidense de Misuri. En el año 2010 tenía una población de 431 habitantes y una densidad poblacional de 4,64 personas por km².

## Geografía
El municipio de McMurtrey se encuentra ubicado en las coordenadas 36°56′17″N 92°27′50″O / 36.93806, -92.46389. Según la Oficina del Censo de los Estados Unidos, el municipio tiene una superficie total de 92.88 km², de la cual 92,81 km² corresponden a tierra firme y (0,08 %) 0,07 km² es agua.

## Demografía
Según el censo de 2010, había 431 personas residiendo en el municipio de McMurtrey. La densidad de población era de 4,64 hab./km². De los 431 habitantes, el municipio de McMurtrey estaba compuesto por el 97,22 % blancos, el 1,16 % eran amerindios, el 0,23 % eran de otras razas y el 1,39 % eran de una mezcla de razas. Del total de la población el 0,23 % eran hispanos o latinos de cualquier raza.